# Сенуир
Сенуир (фр. Senouire) је река у Француској. Дуга је 63 km. Улива се у Алије. 